# Xenoxybelis
Xenoxybelis är ett inte längre giltigt släkte av ormar i familjen snokar.
Arter enligt Catalogue of Life:
- Xenoxybelis argenteus
- Xenoxybelis boulengeri

Arterna infogades i släktet Philodryas.